# Creep (bài hát của TLC)
"Creep" là một bài hát của nhóm nhạc người Mỹ TLC nằm trong album phòng thu thứ hai của họ CrazySexyCool (1994). Nó được viết lời và sản xuất bởi cộng tác viên lâu năm của họ là Dallas Austin, người đã cố gắng viết nó dựa trên "quan điểm về phụ nữ" của bản thân, và dựa trên câu chuyện có thật về sự phản bội thành viên của Tionne "T-Boz" Watkins. Nội dung bài hát miêu tả nhóm như là những người phụ nữ phản bội lại người yêu để thu hút sự chú ý. Tuy nhiên điều này đã gây nên khá nhiều tranh cãi khi thành viên Lisa "Left Eye" Lopes đã phản đối mạnh mẽ ý tưởng này, và cô thậm chí đe dọa rằng sẽ dán băng keo đen lên miệng mình trong video âm nhạc của nó.
Mặc dù vậy, LaFace và Arista Records vẫn quyết định phát hành "Creep" như là đĩa đơn đầu tiên trích từ album vào ngày 31 tháng 10 năm 1994. Nó nhận được những phản ứng tích cực từ các nhà phê bình âm nhạc, trong đó họ đánh giá cao thành quả của Austin và sự thay đổi trong âm nhạc của TLC. Về mặt thương mại, "Creep" đã trở thành đĩa đơn quán quân đầu tiên của TLC tại Hoa Kỳ, dẫn đầu bảng xếp hạng Billboard Hot 100 trong bốn tuần liên tiếp và đạt chứng nhận Bạch kim bởi Hiệp hội Công nghiệp ghi âm Mỹ (RIAA). Sau khi được phát hành lại ở châu Âu vào đầu năm 1996, nó đã lọt vào top 10 ở Vương quốc Anh và New Zealand cũng như top 40 ở nhiều thị trường khác. Kể từ khi phát hành, bài hát đã nhận được nhiều sự công nhận từ những ấn phẩm âm nhạc và giải thưởng, bao gồm giải Grammy đầu tiên của họ ở hạng mục Trình diễn giọng R&B xuất sắc nhất của bộ đôi hoặc nhóm nhạc tại lễ trao giải thường niên lần thứ 38.
Đối với video ca nhạc của "Creep", bộ ba đã phải loại bỏ hai thành phẩm đầu tiên bởi những kết quả đáng thất vọng trước khi liên lạc với đạo diễn Matthew Rolston để tạo ra phiên bản thứ ba sau khi xem những tác phẩm của ông với Salt-N-Pepa. Phiên bản cuối cùng của video sau đó đã được ghi nhận là một trong những video nhạc pop biểu tượng của mọi thời đại, chủ yếu dành cho bộ trang phục đồ ngủ lụa nổi tiếng và vũ đạo của nó. Với sự thay đổi mang tính đột phá trong cả phong cách âm nhạc và hình ảnh, bài hát đánh dấu một sự chuyển biến lớn trong sự nghiệp của TLC, và được ca ngợi như là một "kiệt tác". Nhóm đã biểu diễn bài hát trong một số chương trình hoà nhạc và sự kiện truyền hình, và nó cũng được sử dụng trong nhiều tác phẩm điện ảnh và truyền hình, được nhiều nghệ sĩ hát lại và sử dụng làm mẫu như ban nhạc rock người Mỹ The Afghan Whigs và ca sĩ Zendaya.

## Danh sách bài hát
| Đĩa CD tại châu Âu / Đĩa đơn cassette tại Mỹ / Đĩa mini CD tại Nhật 1. "Creep" (bản album) – 4:29 2. "Creep" (bản album không lời) – 4:47 Đĩa 12" tại Anh quốc 1. "Creep" (bản album) – 4:30 2. "Creep" (Untouchables phối) – 5:26 3. "Creep" (Untouchables không lời) – 5:18 4. "Creep" (Jermaine's Jeep phối) – 5:11 5. "Creep" (Super Smooth phối) – 4:44 6. "Creep" (Jermaine's Acappella phối) – 5:09 Đĩa CD tại Anh quốc 1. "Creep" (bản album) – 4:28 2. "Ain't 2 Proud 2 Beg" (Smoothed Down phối lại mở rộng) – 5:53 3. "Creep" (Untouchables phối) – 5:22 4. "Creep" (Jermaine's Acappella phối) – 5:09 Đĩa CD maxi tại Anh quốc và Đức 1. "Creep" (bản album) – 4:29 2. "Creep" (Super Smooth phối) – 4:42 3. "Creep" (Jermaine's Jeep phối) – 5:09 4. "Creep" (Jermaine's Acappella phối) – 5:09 5. "Creep" (Untouchables không lời) – 5:18 6. "Creep" (DARP Mix) – 4:50 Đĩa 12" tại Mỹ #1 1. "Creep" (bản album) – 4:27 2. "Creep" (Jermaine's Jeep phối) – 5:09 3. "Creep" (bản album không lời) – 4:47 4. "Creep" (Jermaine's Acappella phối) – 5:09 | Đĩa 12" tại Mỹ #2 1. "Creep" (Untouchables phối) – 5:22 2. "Creep" (DARP phối) – 4:50 3. "Creep" (Untouchables TV phối) – 5:23 4. "Creep" (Smooth phối) – 5:23 5. "Creep" (Untouchables không lời) – 5:18 Đĩa CD maxi tại Mỹ 1. "Creep" (bản album) – 4:30 2. "Creep" (Jermaine's Jeep phối) – 5:11 3. "Creep" (Untouchables phối) – 5:26 4. "Creep" (Super Smooth phối) – 4:44 5. "Creep" (DARP phối) – 4:51 6. "Creep" (Untouchables không lời) – 5:18 Đĩa 12" tại Anh quốc 1. "Creep" (Maxx phối lại) – 5:12 2. "Creep" (Jermaine's Jeep phối) – 5:13 3. "Creep" (Tin Tin Out phối lại) – 8:35 4. "Waterfalls" (DARP phối lại) – 4:32 Đĩa đơn cassette tại Anh quốc 1. "Creep (Radio chỉnh sửa - bản gốc) – 4:28 2. "Waterfalls" (đĩa đơn chỉnh sửa) – 4:21 Đĩa CD tại châu Âu 1. "Creep (Radio chỉnh sửa - bản gốc) – 4:28 2. "Waterfalls" (đĩa đơn chỉnh sửa) – 4:21 3. "Creep" (Maxx phối lại) – 5:11 4. "Creep" (Tin Tin Out phối lại) – 8:35 |

## Xếp hạng
| Bảng xếp hạng (1994–96)                  | Vị trí cao nhất |
| ---------------------------------------- | --------------- |
| Úc (ARIA)                                | 20              |
| Bỉ (Ultratop 50 Flanders)                | 45              |
| Canada Top Singles (RPM)                 | 41              |
| European Hot 100 Singles (Billboard)     | 43              |
| Pháp (SNEP)                              | 23              |
| Đức (GfK)                                | 39              |
| Hà Lan (Dutch Top 40)                    | 19              |
| New Zealand (Recorded Music NZ)          | 4               |
| Scotland (OCC)                           | 17              |
| Thụy Điển (Sverigetopplistan)            | 56              |
| Thụy Sĩ (Schweizer Hitparade)            | 26              |
| Anh Quốc (OCC)                           | 6               |
| Anh Quốc R&B (OCC)                       | 3               |
| Hoa Kỳ Billboard Hot 100                 | 1               |
| Hoa Kỳ Hot R&B/Hip-Hop Songs (Billboard) | 1               |
| Hoa Kỳ Pop Airplay (Billboard)           | 9               |
| Hoa Kỳ Radio Songs (Billboard)           | 3               |
| Hoa Kỳ Rhythmic (Billboard)              | 1               |

| Bảng xếp hạng (1995)                 | Vị trí |
| ------------------------------------ | ------ |
| Australia (ARIA)                     | 85     |
| Canada Dance (RPM)                   | 35     |
| New Zealand (Recorded Music NZ)      | 35     |
| US Billboard Hot 100                 | 3      |
| US Hot R&B/Hip-Hop Songs (Billboard) | 1      |

| Bảng xếp hạng (1990–1999) | Vị trí |
| ------------------------- | ------ |
| US Billboard Hot 100      | 21     |

## Chứng nhận
| Quốc gia                                 | Chứng nhận | Số đơn vị/doanh số chứng nhận |
| ---------------------------------------- | ---------- | ----------------------------- |
| New Zealand (RMNZ)                       | Vàng       | 7,500*                        |
| Hoa Kỳ (RIAA)                            | Bạch kim   | 1,400,000                     |
| * Chứng nhận dựa theo doanh số tiêu thụ. |            |                               |